# Pleocoma
Pleocoma is een geslacht van keversoorts uit de familie Pleocomidae.

## Soorten
- Pleocoma australis Fall, 1911
- Pleocoma badia Fall, 1917
  - Pleocoma badia hirsuta Davis, 1934
    - = Pleocoma conjugens hirsutus Davis, 1934
    - = Pleocoma nitida Linsley, 1941
    - = Pleocoma venturae Linsley, 1945
- Pleocoma behrensii LeConte, 1874
- Pleocoma bicolor Linsley, 1935
- Pleocoma blaisdelli Linsley, 1938
- Pleocoma callisto Marshall, 2018
- Pleocoma carinata Linsley, 1938
- Pleocoma conjungens Horn, 1888
  - Pleocoma conjungens lucia Linsley, 1941
    - = Pleocoma lucia Linsley, 1941
- Pleocoma crinita Linsley, 1938
- † Pleocoma dolichophylla Nikolajev & Ren, 2012
- Pleocoma dubitabilis Davis, 1935
  - Pleocoma dubitabilis leachi Linsley, 1938
  - = Pleocoma staff dubitabilis Davis, 1935
- Pleocoma fimbriata Leconte, 1856
- Pleocoma hirticollis Schaufuss, 1870
  - Pleocoma hirticollis reflexa Hovore, 1972
  - Pleocoma hirticollis vandykei Linsley, 1938
- Pleocoma hoppingi Fall, 1906
- Pleocoma hovorei La Rue, 2007
- Pleocoma laker Marshall, 2018
- Pleocoma linsleyi Hovore, 1971
- Pleocoma marquai Hovore, 1972
- Pleocoma minor Linsley, 1938
- Pleocoma octopagina Robertson, 1970
- Pleocoma oregonensis Leach, 1933
  - = Pleocoma remota Davis, 1934
- Pleocoma puncticollis Rivers, 1889
- Pleocoma rickseckeri Horn, 1888
- Pleocoma rubiginosa Hovore, 1972
  - Pleocoma rubiginosa transsierrae Hovore, 1977
- Pleocoma shastensis Van Dyke, 1933
- Pleocoma simi Davis, 1934
- Pleocoma sonomae Linsley, 1935
- Pleocoma staff Schaufuss, 1870
  - = Pleocoma adjuvans Crotch, 1873
  - = Pleocoma edwardsii LeConte, 1874
  - = Pleocoma staffa Sharp, 1875
  - = Pleocoma ulkei Horn, 1888
- Pleocoma trifoliata Linsley, 1938
- Pleocoma tularensis Leach, 1933